# Ítac
Ítac (en grec antic Ἴθακος) és l'heroi grec epònim de l'illa d'Ítaca. És fill de Pterelau i d'Amfímede, i pertany a l'estirp de Posidó. Té dos germans, Nèrit (Νήριτος) i Políctor (Πολύκτωρ), que van emigrar amb ell de l'illa de Corfú i van fundar la ciutat d'Ítaca a l'illa d'aquest nom. Ell i els seus germans van instal·lar i consagrar la font de la que els habitants de l'illa treien l'aigua. Va ser rei d'Ítaca. Tots tres personatges són citats a l'Odissea.